# 1071
1071 (MLXXI) fue un año común comenzado en sábado del calendario juliano.

## Acontecimientos
- 26 de agosto - Batalla de Manzikert, en la que los turcos selyúcidas derrotaron absolutamente a las tropas bizantinas del basileus Romano IV Diogenes.
- Galicia - Levantamiento contra don García del conde Nuño Méndez.

## Nacimientos
- 22 de octubre - Guillermo de Poitiers, duque de Aquitania y primer trovador provenzal conocido.
- Abbad Ben Sarhán, sabio hispanoárabe que estudió con los Beni Mofaguaz y después pasó a Oriente, residiendo algún tiempo en La Meca y en Bagdad.
- Eufrasia de Kiev, hija de Vsévolod I de Kiev y la segunda esposa de Enrique IV del Sacro Imperio Romano Germánico.

## Fallecimientos
- 22 de febrero - Arnulfo III el Desafortunado, conde de Flandes y conde de Henao.
- Almodis de la Marca, condesa de Barcelona.
- Isabel de Urgel, única hija de Ermengol III de Urgel.
- Ibn ‘Umar Yûsuf ibn ‘Abd Allâh ibn Mwhammad ibn ‘Abd al-Barr al-Namirî al-Kurtubî, prestigioso jurista de al-Ándalus, fallecido en Shatiba (Játiva), en 1071.
- Edwin (Ēadwine en inglés antiguo), conde de Mercia, hermano mayor de Morcar, conde de Northumbria, hijo de Aelfgar, conde de Mercia, y nieto de Leofric.
- Nuño Méndez (Nuno Mendes en portugués), último conde del Condado de Portucale, descendiente de la familia de Vimara Pérez, hijo del conde Menendo Núnez.